# Jimena Canales
Jimena Canales é uma historiadora da ciência e escritora mexicano-estadunidense.

## Carreira
Jimena Canales é a autora dos premiados The Physicist and the Philosopher: Einstein, Bergson and the Debate that Changed Our Understanding of Time e A Tenth of a Second: A History, bem como numerosos artigos sobre a história da modernidade. Canales formou-se em física no Instituto Tecnológico de Estudos Superiores de Monterrey, em 1995; é mestra em História da Ciência na Universidade de Harvard e doutora em História da Ciência na mesma universidade em 2003. Em 2004 trabalhou como professora assistente no Departamento de História da Ciência na Universidade de Harvard; em 2013, ela foi promovida a professora associada. Em 2012, ela realizou pesquisas no Internationales Kolleg für Kulturtechnikforschung und Medienphilosophie e, no verão, ela trabalhou como professor visitante na Escola de Verão para Estudos de Mídia na Universidade de Princeton, no departamento de alemão. Em 2013, ela foi agraciada com o título "Thomas M. Siebel de História da Ciência", na Universidade de Illinois em Urbana-Champaign.
Jimena Canales colaborou com o filósofo Bruno Latour, o artista Olafur Eliasson e o cosmólogo Lee Smolin. Seu trabalho foi mostrado no Centro Georges Pompidou, no San Francisco Museum of Modern Art (SFMOMA), e na 11ª Bienal de Xangai.

## Livros
- A Tenth of a Second: A History: http://www.press.uchicago.edu/ucp/books/book/chicago/T/bo6922088.html[1]
- The Physicist and the Philosopher: Einstein, Bergson and the Debate that Changed Our Understanding of Time: http://press.princeton.edu/titles/10445.html

## Prêmios
- 25 Top Intelectuals[12]
- Melhores Livros de Ciência de 2015[13]
- Independent's Top Reads de 2015[14]
- Science Friday’s Best Science Books of 2015[15]
- Charles A. Ryskamp Award from the American Council of Learned Societies
- University of Chicago Press Bevington Prize (2008)[16]
- Prize for Young Scholars (2005), awarded by the International Union of History and Philosophy of Science, History of Science[17]